# Coupe latine de rink hockey 1962
Navigation
Coupe latine de rink hockey 1961 Coupe latine de rink hockey 1963
La Coupe latine de rink hockey 1962 est la 7e édition de la compétition organisée par le Comité européen de rink hockey. Cette édition a lieu à Porto, au Portugal du 26 au 28 octobre 1962. Le Portugal remporte pour la cinquième fois ce tournoi.

## Déroulement
Les quatre équipes s'affrontent toutes une fois. 

## Classement et résultats
| Rang | Équipe   | Pts | J | G | N | P | Bp | Bc | Diff |  | Résultats |  |     |     |      |
| ---- | -------- | --- | - | - | - | - | -- | -- | ---- |  | --------- |  | --- | --- | ---- |
| 1    | Portugal | 5   | 3 | 2 | 1 | 0 | 19 | 1  | +18  |  | Portugal  |  | 1-1 | 6-0 | 12-0 |
| 2    | Espagne  | 5   | 3 | 2 | 1 | 0 | 11 | 3  | +8   |  | Espagne   |  |     | 2-1 | 8-1  |
| 3    | Italie   | 2   | 3 | 1 | 0 | 2 | 6  | 8  | -2   |  | Italie    |  |     |     | 5-0  |
| 4    | France   | 0   | 3 | 0 | 0 | 3 | 1  | 25 | -24  |  | France    |  |     |     |      |